# WBQM-LP
WBQM-LP é uma emissora de televisão estadunidense com sede em Nova Iorque, NY. Opera no canal 3 VHF.